# Exodus (группа)
Exodus (с англ. — «Исход») — американская трэш-метал-группа, образованная в 1979 году в городе Ричмонд (Калифорния). Exodus — одни из основателей жанра. За время существования группа пережила множество перемен в составе, два продолжительных распада и смерть одного из вокалистов. Гитарист Гэри Холт появился в группе почти сразу после её создания, и он остается единственным постоянным участником Exodus и присутствует на всех релизах группы. Однако летом 2012 года он не смог принять участие в концертом туре в связи с тем, что он заменял Джеффа Ханнемана в Slayer. Гэри также не принимал участия в концертах Exodus в 2015, 2017 и 2018 году. Его место временно занял Крейген Люм, гитарист группы Heathen. Барабанщик Том Хантинг, один из основателей Exodus, покидал группу два раза: в 1989 и в 2004 году, но вернулся в её ряды в 2007 году.
Exodus выпустили 11 студийных альбомов (один из которых — перезаписанный дебютный альбом), 2 концертных альбома и одну компиляцию. Первые три альбома Bonded by Blood (1985), Pleasures of the Flesh (1987) и Fabulous Disaster (1989) закрепили за Exodus репутацию одной из самых успешных трэш-металлических групп того времени. Благодаря высоким оценкам критиков альбома Fabulous Disaster на группу обратили внимание крупные лейблы, такие как Capitol Records, с которым они и заключили контракт в 1989 году. Exodus выпустили ещё два альбома, Impact Is Imminent (1990) и Force of Habit (1992), до того как распались в 1993 году. После временного возвращения группы в 1997-98 годах Exodus воссоединился второй раз в 2001 году и с тех пор выпустил ещё семь альбомов, последним из которых на данный момент является Persona Non Grata, который вышел 19 ноября 2021 года на Nuclear Blast. Дебютный альбом группы Bonded by Blood считается самым удачным творением коллектива и одним из эталонов жанра. В общем, группа продала более 5 миллионов пластинок по всему миру.
9 июня 2014 года на своём сайте Exodus объявили о возвращении Стива Сузы, он заменил Роба Дьюкса, находившегося в команде девять лет.

## История

### Основание и ранние годы (1979—1983)

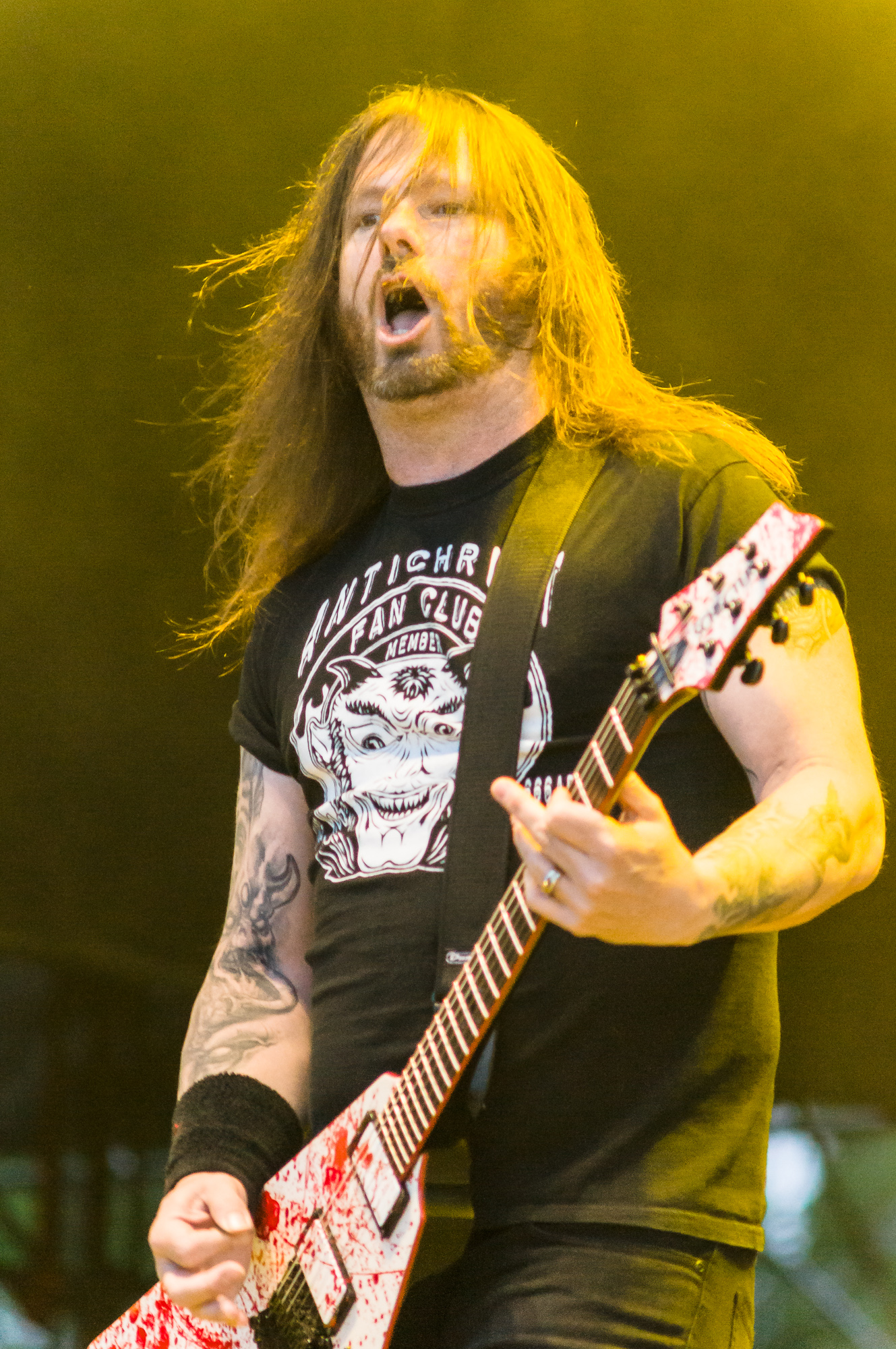
Гэри Холт

Группа появилась на свет в 1979 году близ Сан-Франциско. Основателями данной формации стали гитарист Кирк Хэмметт, ударник Том Хантинг, басист Карлтон Мелсон и вокалист Кит Стьюарт. Как утверждает Хэмметт, название он придумал по одноимённому роману Леона Юриса. Через некоторое время состав поменялся: бас-гитару взял Джэф Эндрюс, место гитариста занял гитарный техник Хэмметта Гэри Холт, а вокалистом стал Пол Бэйлофф, с которым Хэмметт познакомился на одной из вечеринок. В том же 1982 году, в обновленном составе Exodus записывают демо, ставшее единственным с участием Кирка Хэмметта. После записи 3-песенного демо основатель и гитарист группы Кирк Хэмметт покидает её в 1983 году, чтобы заменить уволенного Дэйва Мастейна в Metallica, который в свою очередь позже создает Megadeth. На смену ему приходит гитарист Рик Хунолт, в прошлом ученик известного музыканта-педагога Джо Сатриани, а басист Роб МакКиллоп заменил Эндрюса.

### ВыходBonded by Bloodи расцвет популярности (1984—1991)

Оригинальная обложка дебютного альбома Bonded by Blood

Группа записала свой первый альбом Bonded by Blood летом 1984 года. Студент звукорежиссёрского колледжа Марк Уитакер, который учился с Бэйлоффом в одной школе, на тот момент занимался менеджментом и записью группы. Первоначально названный «A Lesson In Violence», альбом был выпущен только в апреле 1985 года в связи с проблемами с лейблом Torrid, с которыми Exodus заключили контракт ещё в 1984 году. Вскоре после начала тура в поддержку дебютной пластинки, Пола Бэйлоффа увольняют из группы по причине «личных и музыкальных противоречий». Его заменяет Стив «Зэтро» Суза, до этого занимавший место фронтмена в Legacy, раннем воплощении Testament. После ухода Бэйлофф создал малоизвестный проект Piranha.
Состав Exodus с новым фронтменом оказался довольно стабильным на протяжении нескольких лет, и с ним были записаны несколько альбомов. Подпольный успех, достигнутый группой благодаря выходу Bonded by Blood, привёл группу к заключению контракта с Sony/Combat Records. Вскоре выходит новая работа группы — Pleasures of the Flesh, в которую вошли композиции, написанные ещё с Бэйлоффом, так и совершенно новые. Pleasures Of The Flesh показал группу с другой стороны — музыка стала более продуманной и утонченной, но потеряла в энергетике. Эта пластинка не смогла вернуть Exodus былой статус, но все же позволила как-то удержаться на плаву. Фортуна улыбнулась им только в апреле 1988 года, когда они получили возможность подписать контракт с крупной звукозаписывающей кампанией Capitol. Но, так как это означало новую тяжбу по расторжению контракта (на этот раз с Combat), участники группы приняли компромиссное решение — записать ещё один альбом для Combat, а потом перейти на Capitol Records. Fabulous Disaster, третья пластинка группы, была выпущена в январе 1989 года. Видеоклип на песню «The Toxic Waltz» тогда часто крутили на MTV. В середине 1989 года покидает группу основатель группы ударник Том Хантинг, ссылаясь на болезнь. Его заменяет Джон Темпеста, в прошлом техник Чарли Бенанте, барабанщика Anthrax. На волне успеха пластинки, в начале 1990 года Exodus заключают контракт с компанией Capitol Records, которая в следующем году выпускает четвертую работу группы Impact Is Imminent, в целом довольно посредственную и неспособную поддержать успех прошлого альбома. В 1991 году группа выпускает свой первый концертный альбом Good Friendly Violent Fun, записанный во время тура 1989 года.

### Force of Habit, распад и временное возвращение (1991—2000)
После выхода Good Friendly Violent Fun группа в течение года дает единичные концерты. Майкл Батлер заменил МакКиллопа за бас-гитарой. В 1992 году Combat, стремясь «срубить» лёгких денег, выпускает сборник лучших вещей Exodus периода пребывания на лейбле, и в том же году выходит очередной альбом Force of Habit, кардинально отличающийся от прошлого творчества группы. Пластинка содержала множество медленных, «более тяжелых» песен с гораздо меньшим акцентом на скорость в отличие от старого материала. После обнародования Force Of Habit для Exodus наступают совсем тяжёлые времена — Джон Темпеста уходит к извечным конкурентам Testament (на короткое время его сменяет Крис Контос (экс-Machine Head, Testament). Не прилагая никаких усилий к продвижению Exodus, Capitol практически теряют интерес к группе. К этому прибавились личные проблемы и заботы (вроде рождения дочери Холта), и группа погрузилась в летаргический сон.
Гэри и Рик, совместно с бывшим вокалистом Two Bit Thief и Attitude по имени Энди Эндерсон, начинают сайд-проект Behemoth, тут же получивший предложение от Energy Records. Несколько лет Exodus не функционировали.
В 1997 году группа воссоединяется с оригинальным вокалистом — Полом Бэйлоффом и ударником Томом Хантингом. Место басиста занимает Джек Гибсон. Exodus дает серию концертов, один из которых был записан и выпущен в качестве концертного альбома независимой немецкой фирмой Century Media. Выход Another Lesson In Violence вновь подогрел интерес к группе, которая, собравшись с силами, стала готовить новый материал и играть концерты. Но вскоре возникают проблемы с Century Media: группа осталась недовольна продвижением концертного релиза, а также из-за неудачной попытки выпустить концерт на видео, который был записан, но так и не вышел в свет.

### Второе воссоединение (2001—2004)
В 2001 году группа снова воссоединяется, чтобы выступить на Thrash of the Titans, благотворительном концерте, устроенном для сбора средств на лечение рака вокалиста Testament Чака Билли и Чака Шульдинера, лидера Death. На этот раз у группы есть четкая цель — выпустить новый студийный альбом, и Exodus
с Полом Бэйлоффом за микрофонной стойкой продолжает давать концерты у себя в Сан-Франциско и ближайших городах.
Однако, в феврале 2002 года происходит трагедия: Пол Бэйлофф переносит инсульт и умирает. Чтобы не сорвать концертные обязательства группа нанимает проверенного вокалиста — Стива «Зэтро» Сузу. Несмотря на смерть Бэйлоффа, Гэри Холт полон решимости записать новый альбом. Результатом явился выход в 2004 году Tempo of the Damned под эгидой немецкой Nuclear Blast Records. Работа была посвящена памяти Пола Бэйлоффа и вышла ровно во вторую годовщину его смерти — 2 февраля 2004 года. Это настоящий подарок поклонникам старой классики группы — Bonded by Blood, Pleasures of the Flesh и Fabulous Disaster. Но в то же время «Blacklist», «War is my Shepherd», «Shroud of Urine» станут настоящим наглядным уроком для молодого поколения трэшеров. Во время записи альбома произошла странная вещь: в альбоме должен был присутствовать трек «Crime of the Century», однако его запись исчезла при таинственных обстоятельствах. Песня рассказывала о временах, когда Exodus сотрудничала с Century Media (дочерней компанией которой являлась Nuclear Blast Records). Несмотря на то, что компания публично отрицала факт вмешательства, ходили слухи, что Century Media вынудили группу исключить песню из альбома. Её место в альбоме заняла песня «Impaler», написанная ещё в соавторстве с Кирком Хэмметтом, но впервые записанной в студии. Также этот трек присутствует в концертном альбоме Another Lesson In Violence. Возвращение группы состоялось на всех фронтах — Exodus возглавил осенний тур Bonded by Metal over Europe. Также был выпущен лимитированный сингл War is my Shepherd, который продавался только в ходе упомянутого тура и через почтовую рассылку Nuclear Blast. Помимо этого для композиции «War is my Shepherd» было снято видео. Второе видео — для композиции «Throwing Down».

### Эра Роба Дьюкса (2005—2014)

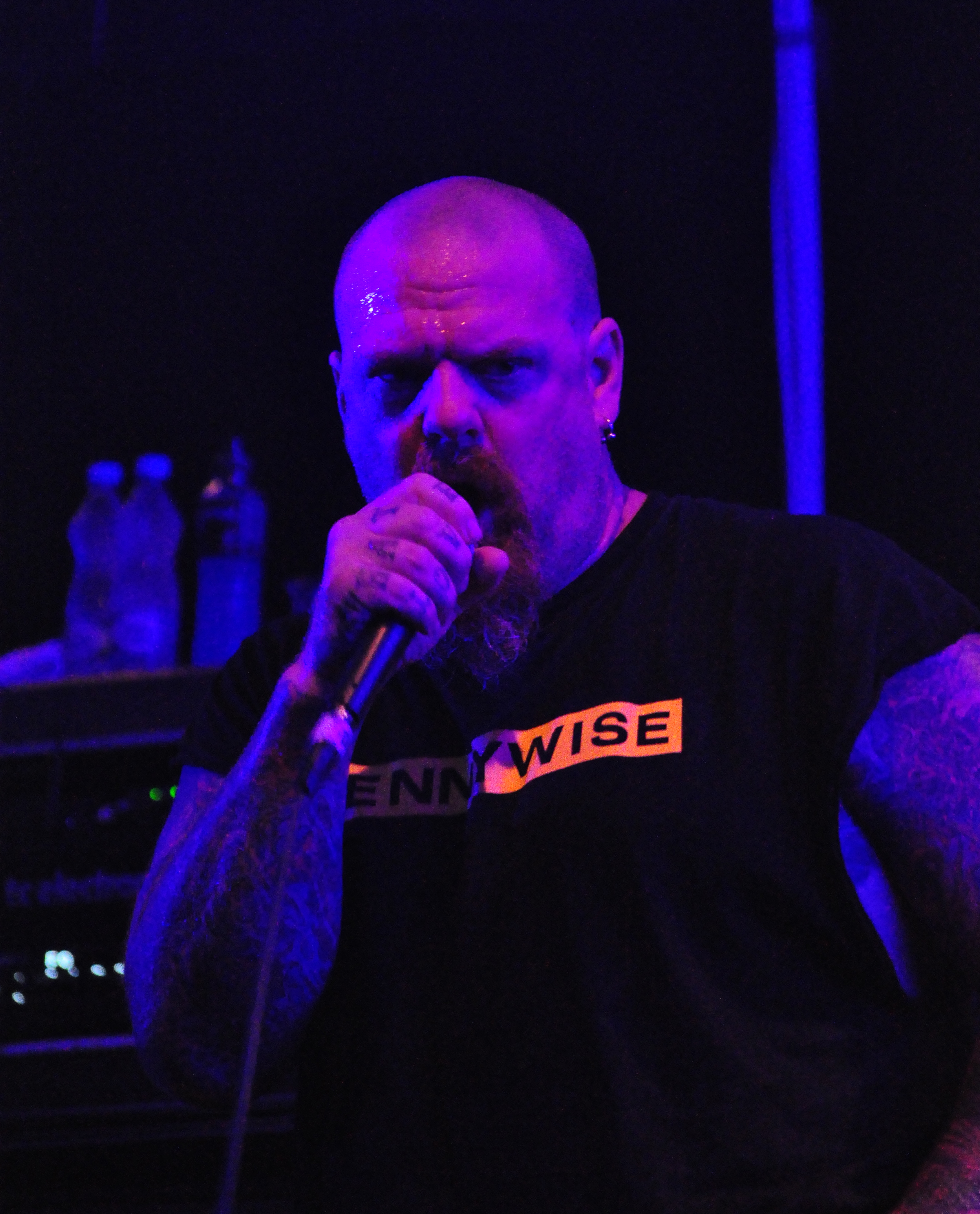
Роб Дьюкс

В 2005 году Рик Ханолт решает покинуть состав группы и сосредоточиться на семейной жизни. Его заменяет гитарист из группы Heathen Ли Элтус. Том Хантинг также заявляет о своем уходе в связи с вновь проявившимися проблемами со здоровьем, заставившими его уйти из группы в прошлый раз. Место за ударными занимает Пол Бостаф, в прошлом игравший с Forbidden, Testament и Slayer. Стив Суза вновь покидает группу по причине финансовых разногласий с группой. Первое время его заменяет Стив Эскуивэл (ex-Defiance, Skinlab). В конце концов группа находит постоянного вокалиста в лице Роба Дьюкса.
Обновлённым на 60 % составом группа в 2005 году выпускает Shovel Headed Kill Machine. Тур в поддержку пластинки включал США, Европу, Японию, а также Австралию, где прежде группа ещё не выступала.
В марте 2007 года Том Хантинг снова возвращается в группу, и за этим последует запись очередной пластинки, получившей название The Atrocity Exhibition… Exhibit A. Летом 2008 года Exodus выступают на фестивале Wacken Open Air в Германии, а в апреле 2009 участвуют в совместном североамериканском туре с Kreator.
Кроме того, осенью 2008 года Exodus полностью перезаписывают дебютный Bonded by Blood и выпускают его под названием Let There Be Blood. Гэри Холт сделал официальное заявление по поводу решения группы перезаписать Bonded by Blood:" После многих лет планирования и дискуссий мы, наконец, закончили перезапись «Bonded by Blood». Мы решили назвать это «Let There Be Blood», таким образом мы хотим отдать дань уважения Полу Бэйлоффу и показать насколько актуальными являются эти песни сейчас, которые мы с ним сочинили тогда. Мы не хотим заменить оригинал, это невозможно. Мы просто отдаём эти песни в пользу современного искусства. Это то, о чём мы говорили до смерти Пола, и это всегда было важно для нас. Мы были очень рады войти в студию, чтобы снова записать эту классику, и сейчас мы возвращаемся, чтобы сделать следующую студийную запись!"
Альбом Exhibit B: The Human Condition был записан в северной Калифорнии с участием продюсера Энди Снипа (с которым группа выпустила последние 4 работы) и вышел в мае 2010 года на Nuclear Blast. Группа отправляется в тур с Megadeth и Testament.
С 2011 Гэри Холту приходится заменить Джеффа Ханнемана в Slayer, так как у того начал развиваться некротический фасциит из-за укуса паука. Его место в Exodus временно занимает Рик Ханолт (покинувший группу в 2005 году).
4 февраля 2012 проходит концерт памяти Пола Бэйлоффа, в котором приняли участие бывшие и нынешние участники группы, в том числе Кирк Хэмметт, Рик Ханолт и Джефф Эндрюс, не игравшие вместе с 1983 года.
Летом 2012 года группа начала работу над написанием материала для своего десятого студийного альбома, а 27 марта 2014 года было объявлено, что музыканты приступили к записи.

### Возвращение Сузы (2014 - 2025)
9 июня 2014 года на своём сайте Exodus объявили о возвращении Стива Сузы, который заменил Роба Дьюкса, находившегося в команде девять лет.
Релиз нового альбома, получившего название Blood In, Blood Out, состоялся 14 октября 2014 года на Nuclear Blast. В туре нового альбома вместо Гари Холта принимает участие коллега Ли Элтуса по группе Heathen Крэйген Люм, пока Холт выступает со Slayer.
Exodus выступили на австралийском фестивале Australian Soundwave Festival 2015. В апреле и мае 2015 года группа вместе с Shattered Sun выступала в поддержку Testament в их туре Dark Roots of Thrash. Exodus затем гастролировали по Европе в июне, включая две ночи в Underworld в Лондоне.
В июне 2016 года Стив Суза сказал, что новый альбом может быть выпущен в конце 2017 года. Однако, в интервью Metal Wani в мае 2017 года Суза сказал, что группа отправится в студию в октябре или ноябре, чтобы начать запись альбома для выпуска в 2018 году. Барабанщик Том Хантинг добавил: «Сейчас мы просто структурируем песни. Думаю, у нас, вероятно, есть пять или шесть песен, и заготовки для остальных — кусочки здесь и там». Суза объяснил, что материал не звучит как продолжение Blood In, Blood Out, а скорее как «много записей, собранных вместе, я думаю», описывая материал как «чертовски тяжелый, по-настоящему тяжелый». В августовском интервью Суза подтвердил, что Exodus пишет свой новый альбом, но добавил: «Мы, очевидно, должны обратить внимание на расписание Slayer, потому что наш главный парень играет в Slayer, поэтому мы должны обратить на это внимание. Но я думаю, что они скоро завершат гастролировать, так что у него будет время». Он также сказал, что группа «рассматривает, возможно, ноябрь, декабрь, январь — что-то в этом роде — чтобы попасть в студию». В сентябре Хантинг рассказал Metal Wani, что альбом может включать в себя еще одно сотрудничество с Кирком Хэмметтом и появление в качестве гостя бывшего гитариста Рика Ханолта; Ханолт, Бостаф и Дюкс присоединились к группе на сцене на одноразовом концерте в августе. Также Крейген Люм сыграл на басу. 29 сентября 2017 года Exodus были подтверждены в качестве участников в Rockharz Open Air в следующем году в Германии, как одна из ранних групп, отмеченных на главной сцене.
В январе 2018 года в интервью Джимми Кею из The Metal Voice Холт подтвердил, что группа все еще пишет песни для следующего студийного альбома. Он объяснил: «Я не тороплюсь. Я очень горжусь новым материалом. Он тяжелый, конечно. Сокрушительный. Брутальный. Но это нечто другое.» В разговоре с Metal Insider в феврале 2018 года Суза сказал, что поклонникам придется подождать, по крайней мере, до конца 2019 года для выхода нового студийного альбома, в основном из-за участия Холта в прощальном туре Slayer: «… мы не сможем записать до тех пор, пока он не будет закончен. Я думаю, что потребуется полтора-два года, чтобы сделать одну последнюю вещь, но я считаю, что альбом будет закончен». Во время пресс-конференции в Hellfest летом 2018 года Суза заявил, что новый альбом будет, «вероятно», выпущен в конце 2019 или начале 2020 года и добавил: «Я обещаю вам вот что — я слышал песни, потому что [Гэри] записывал, и новый Exodus будет очень жестоким и очень тяжёлым».
В июле 2018 года Exodus объявили о том, что они будут хедлайнерами в туре 2018 года MTV Headbangers Ball European Tour, деля сцену с Death Angel, Suicidal Angels и Sodom с конца ноября по середину декабря. Они также откроют концерты Slayer на ForceFest в Мехико в их прощальном туре в октябре. В марте 2019 года также было объявлено, что Exodus присоединятся к Slayer в последний день их (Slayer) прощального тура в Форуме в Лос-Анджелесе в канун Нового года вместе с Testament, Anthrax, Sacred Reich и Iron Reagan. Exodus также, наряду с Testament и Death Angel, должны были принять участие в европейском туре «The Bay Strikes Back» в феврале и марте 2020 года, однако группе пришлось приостановить выступления из-за пандемии коронавируса. Гэри Холт написал в социальных сетях, что у него все симптомы коронавируса.
20 августа 2021 года группа объявила о выходе 19 ноября того же года одиннадцатого студийного альбома Persona Non Grata. Примерно через две недели после выпуска Persona Non Grata Холт поговорил с The Aquarian Weekly о потенциальном следующем альбоме. Когда интервьюер напомнил ему «осторожнее с потерей [своего] мобильного телефона», имея в виду аналогичный инцидент, когда гитарист Metallica (и оригинальный гитарист Exodus) Кирк Хэммет потерял свой мобильный телефон с риффами, которые он записал для Hardwired… to Self-Destruct, Холт ответил: «У меня есть резервная копия моего добра, но если я потеряю свой телефон, мне будет все равно. Вероятно, запишу еще тысячу риффов, которые я не слушаю». В декабре 2021 года в интервью Guitar.com Холт пообещал, что между студийными альбомами не будет еще одного семилетнего перерыва.
Летом 2022 года Ли Элтус не смог выступить с группой в летнем туре в Европе по причине семейных проблем. На его место вышел гитарист группы The Black Dahlia Murder Брэндон Эллис. В 2025 году группу снова покидает вокалист Стив «Зетро» Суза, на его место возвращается Роб Дьюкс, работавший с группой с 2005 по 2014 годы. 

## Дискография
| - Bonded by Blood (1985) - Pleasures of the Flesh (1987) - Fabulous Disaster (1989) - Impact Is Imminent (1990) - Force of Habit (1992) - Tempo of the Damned (2004) - Shovel Headed Kill Machine (2005) - The Atrocity Exhibition… Exhibit A (2007) - Let There Be Blood (2008) - Exhibit B: The Human Condition (2010) - Blood In, Blood Out (2014) - Persona Non Grata (2021) - Lessons in Violence (1992) | - Good Friendly Violent Fun (1991) - Another Lesson in Violence (1997) - Live at the DNA 2004 (бутлег) (2005) - Shovel Headed Tour Machine (2010) - British Disaster: The Battle Of '89 (Live At The Astoria) (2024) - ''1982 Demo'' (1982) - 1983 Rehearsal Demo (1983) - Die by His Hand Demo (1983) - A Lesson in Violence Demo (1984) - Pleasures of the Flesh Demo (1986) |  |

## Состав

Exodus на концерте
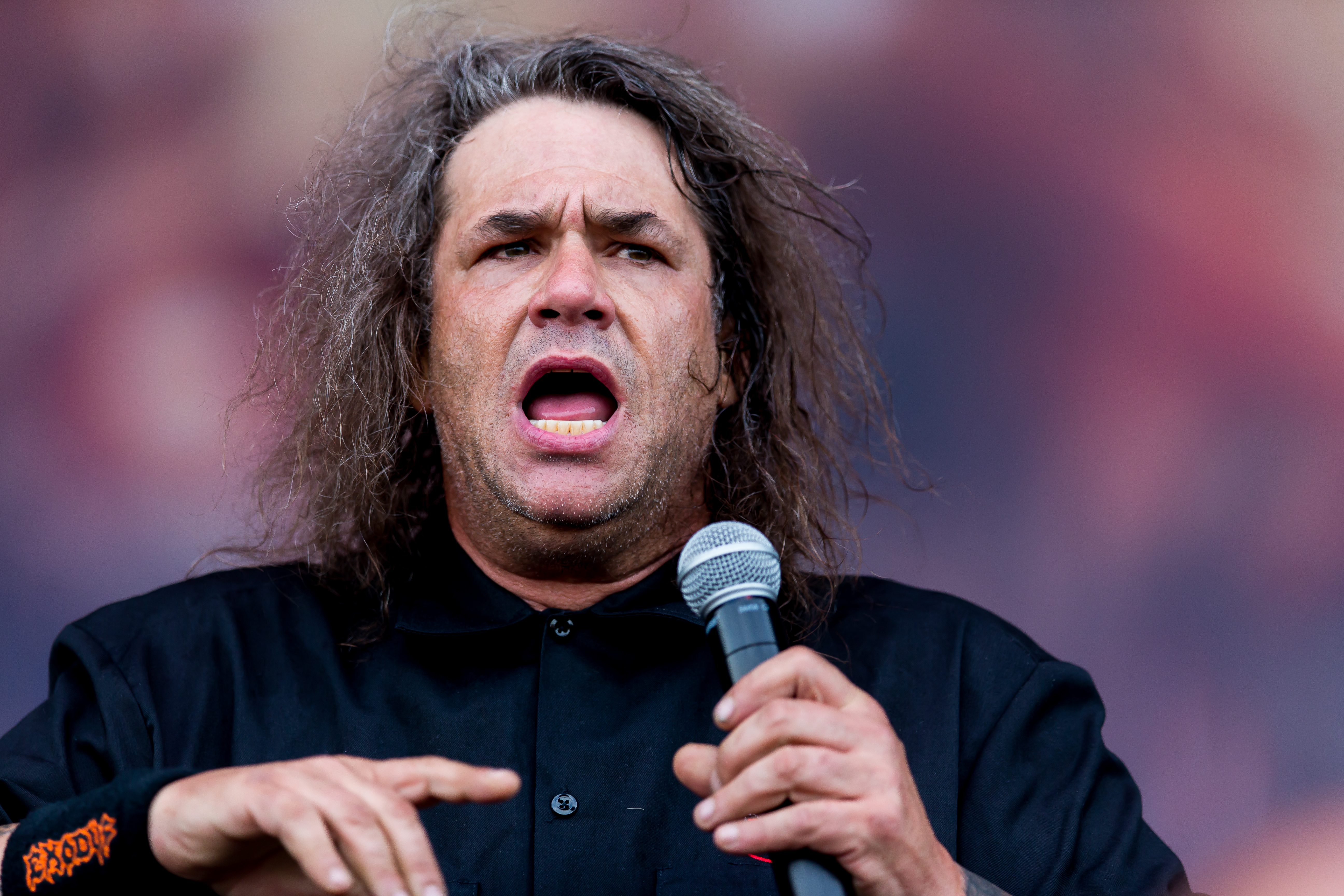
Стив Суза
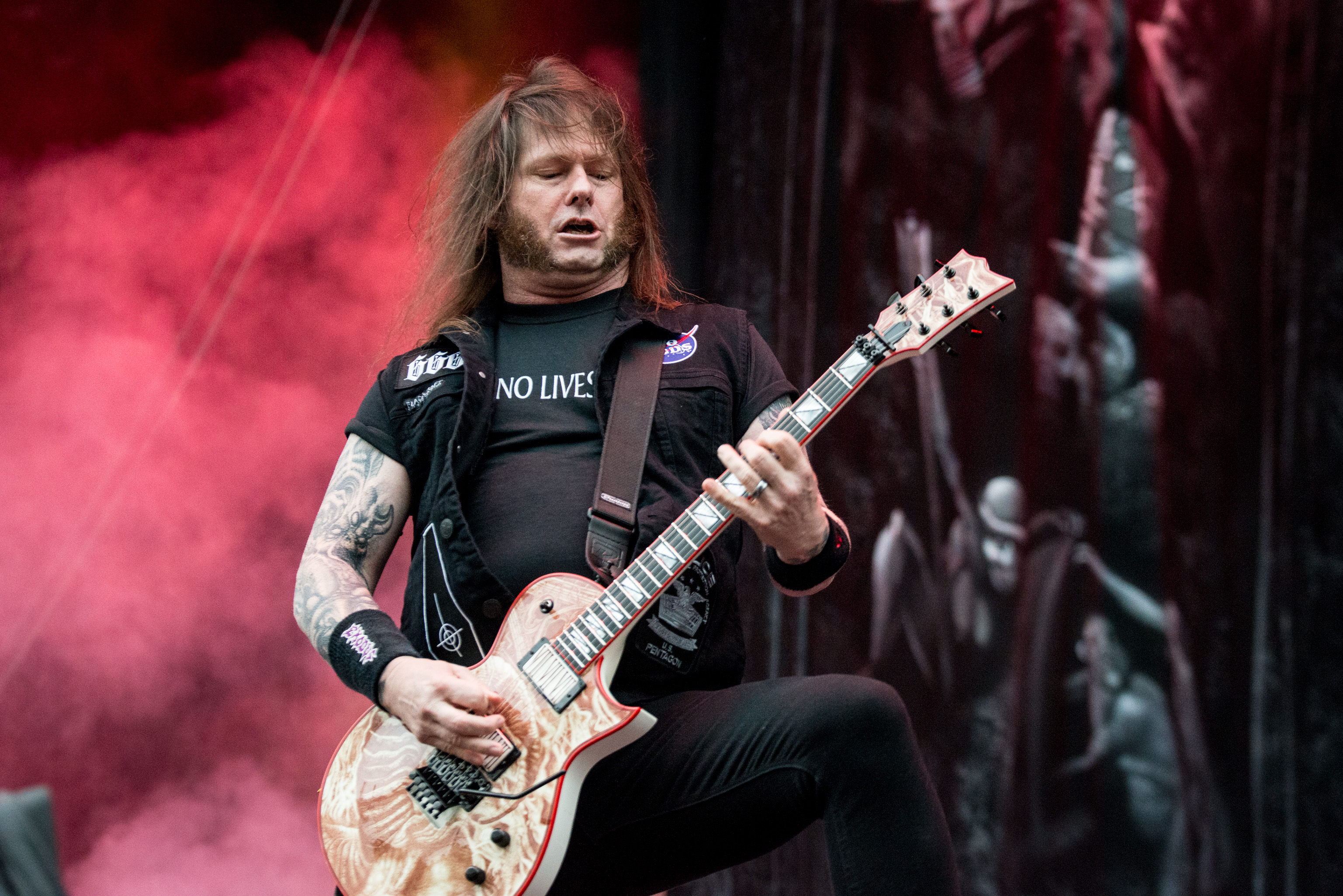
Гэри Холт (фотография из Мюнхена, группа Slayer)
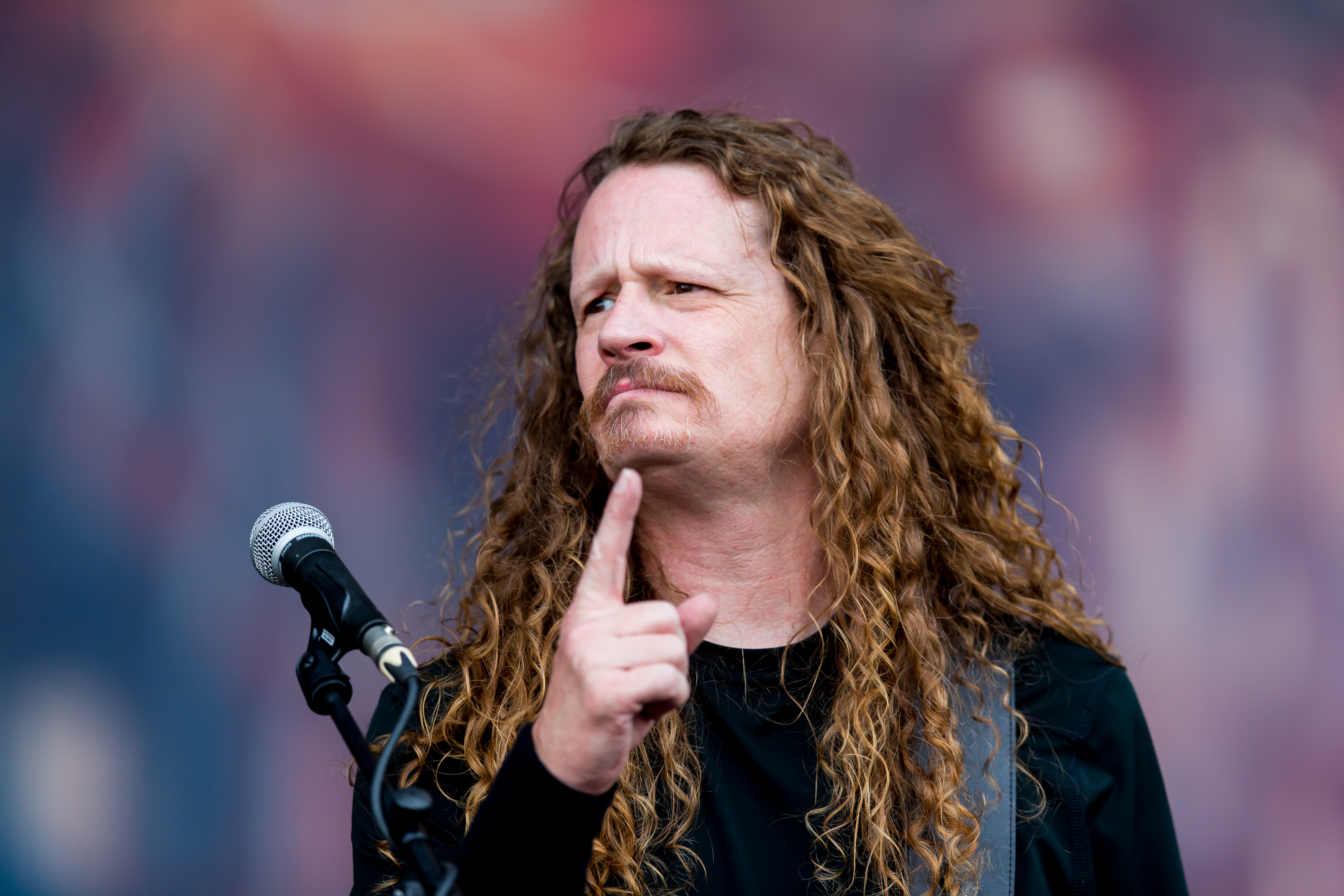
Джек Гибсон
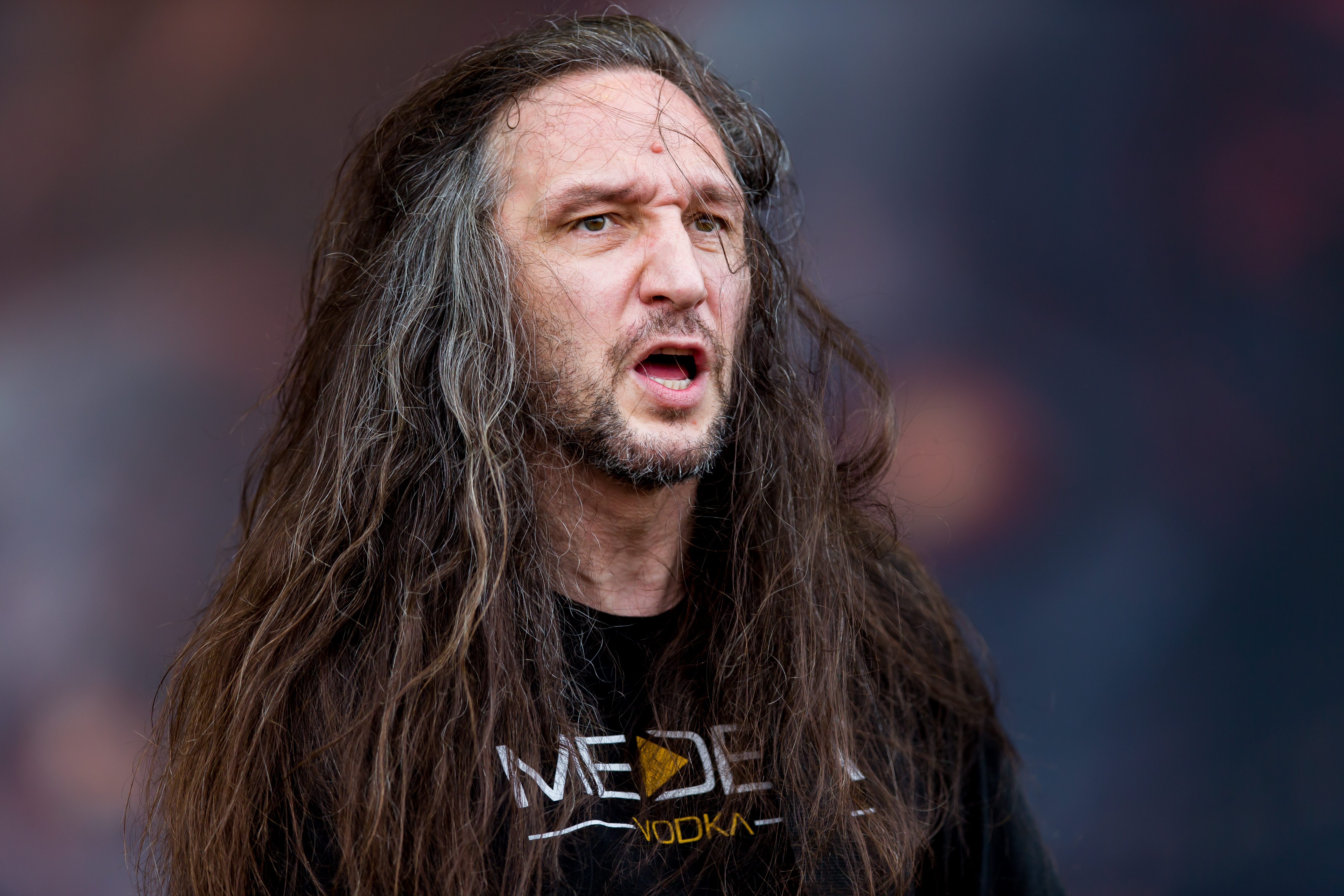
Ли Элтус
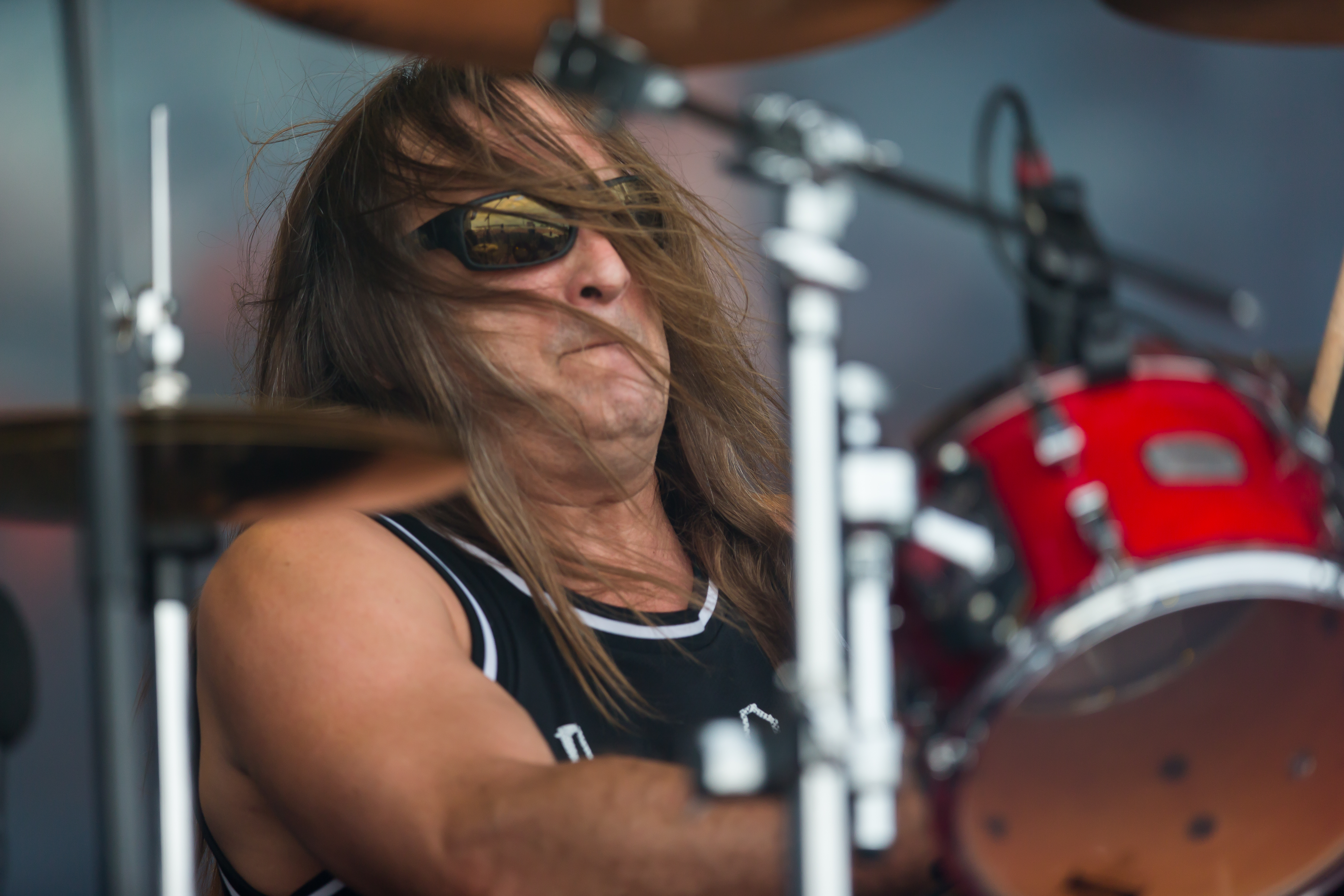
Том Хантинг

### Текущий состав
- Том Хантинг — ударные (1980—1989, 1997—1998, 2001—2005, 2007—наши дни)
- Гэри Холт — ритм-гитара, бэк-вокал (1981—1993, 1997—1998, 2001—наши дни), соло-гитара (1983—1993, 1997—1998, 2001-наши дни)
- Роб Дьюкс — ведущий вокал (2005—2014, 2025—наши дни)[29]
- Джек Гибсон — бас-гитара, бэк-вокал (1997—1998, 2001—наши дни)
- Ли Элтус — соло-гитара, ритм-гитара (2005—наши дни)

### Бывшие участники
- Карлтон Мелсон — бас-гитара (1980)
- Тим Агнелло — ритм-гитара (1980—1981)
- Кит Стюарт — ведущий вокал (1980—1982)
- Джефф Эндрюс — бас-гитара (1980—1983)
- Кирк Хэмметт — соло-гитара (1980—1983)
- Рик Ханолт — соло-гитара (1983—1993, 1997—1998, 2001—2005, 2012)
- Пол Бэйлофф — ведущий вокал (1982—1986, 1997—1998, 2001—2002; умер в 2002)
- Стив Суза —  ведущий вокал (1986—1993, 2002—2004, 2014—2025)
- Майк Монг — соло-гитара (1983)
- Эван Маккаски — соло-гитара (1983; умер в 1989)
- Роб Маккиллоп — бас-гитара (1983—1991)
- Джон Темпеста — ударные (1989—1993)
- Майкл Батлер — бас-гитара (1991—1993)
- Пол Бостаф — ударные (2005—2007)